# Robustanoplodera bicolorimembris
Robustanoplodera bicolorimembris là một loài bọ cánh cứng trong họ Cerambycidae.